# Charles Seely (1803-1887)
Pour les articles homonymes, voir Charles Seely.
Charles Seely (3 octobre 1803 - 21 octobre 1887) est un industriel britannique et un homme politique du Parti libéral, qui est député pour Lincoln de 1847 à 1848 et à nouveau de 1861 à 1885 . Il est l'un des industriels les plus riches de l'ère victorienne. Il est un soutien enthousiaste du Lincoln Mechanics' Institute.

## Vie privée
Seely est né et fait ses études à Lincoln. Il est le fils de Charles Seely (1768-1809) et Ann Wilkinson de Lincoln. Il épouse Mary Hilton en 1831.

## Hôte de Garibaldi
En 1864, Seely est lieutenant adjoint du Lincolnshire, lorsqu'il accueille le révolutionnaire italien Giuseppe Garibaldi, l'hébergeant au 26 Prince's Gate Hyde Park, sa maison à Londres et au domaine de Seely à Brook House sur l'île de Wight. Garibaldi séjourne à Brook House du 3 au 11 avril, période pendant laquelle il est rejoint par Giuseppe Mazzini, l'écrivain et homme politique italien dont les efforts contribuent à la création de l'État italien moderne. Pendant ce temps, Garibaldi lève des fonds pour ses campagnes italiennes. Le 11 avril, Garibaldi quitte Brook House avec Seely et se rend de Southampton à Londres, où il est accueilli par une foule estimée à un demi-million de personnes, selon l'Illustrated London News. Garibaldi reste plusieurs jours chez Seely à Londres où une réception lui est donnée le 19 avril. Le lendemain, il se rend au Guildhall où il reçoit la liberté de la ville de Londres.

## Richesse
Seely fait fortune pendant la révolution industrielle grâce au broyage, aux machines agricoles et à l'extraction du charbon. À sa mort en 1887, « ses biens personnels sont évalués à près de 500 000 £ et ses biens immobiliers à 2 millions de livres sterling », soit 322 millions de livres sterling en 2018 ,. Il est président du comité de la Chambre des communes sur la réforme de l'Amirauté en 1868. Dans un dessin " Spy " de Vanity Fair de 1878, sur des personnages notables de l'époque, il est caricaturé en "cochons" . Il diversifie plus tard sa fortune en acquérant des mines de charbon et des propriétés : en 1883, il possède 9 264 acres sur l'île de Wight  2 929 dans le Worcestershire et 394 dans le Bedfordshire. En 1900, les domaines familiaux de l'île de Wight comprennent presque tout le côté ouest de l'île.
Dans les années 1870, il charge Myles Birket Foster de peindre 50 aquarelles de Venise.

## Descendance
Cinq autres membres de sa famille deviennent députés :
- Son petit-fils, le secrétaire d'État à la Guerre (1912-1914), le général de division John Edward Bernard Seely, 1er baron Mottistone.
- Son fils aîné Charles Seely (1er baronnet).
- Son petit-fils Charles Seely (2e baronnet).
- Son arrière-petit-fils le sous-secrétaire d'État conjoint à l'Air (1941-1945) Hugh Seely (1er baron Sherwood).
- Son arrière-arrière-arrière-petit-fils Bob Seely est élu en 2017 député de l'île de Wight.

De plus, son arrière-petit-fils David Seely (4e baron Mottistone), qui est baptisé avec Winston Churchill et le prince de Galles de l'époque (par la suite Édouard VIII) comme ses parrains, est le lieutenant adjoint du Lincolnshire, Lord Lieutenant de l'île de Wight et son dernier gouverneur. Sa plus jeune sœur Jane Anne Seely épouse (1882) Henry George Gore-Browne qui reçoit la Croix de Victoria lors de la mutinerie indienne en 1857. Henry est un arrière-arrière-petit-fils du 1er comte d'Altamont, dont l'héritier est le marquis de Sligo.

## Sources
- Mark Acton et Stephen Roberts (2019), Charles Seely de Lincoln. Libéralisme et gagner de l'argent dans l'Angleterre victorienne Kindle Publishing. (ISBN 978-1796273823)
- La pairie et le baronnet de Burke 107e édition volume III
- Istituto Internazionale di Studi, Rome, Italie. Chronologie de la vie de GIUSEPPE GARIBALDI
- John Edward Seely, 1er baron Mottistone, Dictionnaire de biographie nationale, 1941-1950
- Galloper Jack de Brough Scott, publié par Macmillan en 2004  (ISBN 0-333-98938-4).
- Article de Wight Life d'avril/mai 1975 sur la famille Seely et leurs maisons insulaires
- Université de Londres et histoire du Parlement Trust